# Spolek československých knihovníků a jejich přátel
Spolek československých knihovníků a jejich přátel nebo též zkráceně jen Spolek československých knihovníků byla první československá organizace knihovníků, která si kladla za cíl sdružovat knihovníky tehdejších veřejných, vědeckých a administrativních knihoven, hájit jejich zájmy v nově vzniklém Československu po roce 1918 a v zahraničí. Spolek působil v meziválečném období od svého založení v roce 1919 až do roku 1935 a jeho členy byli významné osobnosti tehdejší knihovnické obce, mj. dr. Josef Volf, vrchní knihovník v knihovně Národního muzea v Praze, který byl také zvolen prvním předsedou spolku, Zdeněk Václav Tobolka, knihovník, historik a politik, který se zasadil o vydání prvního knihovnického zákona z roku 1919, dr. Jan Emler, ředitel Univerzitní knihovny v Bratislavě a Cyril Antonín Straka, převor a bibliotékář Strahovského kláštera.

## Historie

### Předchůdce spolku
Knihovní odbor Svazu osvětového je považován za bezprostředního předchůdce prvního knihovnického spolku. Program odboru vypracoval Antonín Sova jako jeho první místopředseda v roce 1906 a hlavní záměr shrnuje pod heslem: „Všechny snahy knihovního odboru budou směřovati k organisaci a tedy i ku prospěchu veřejných knihoven a čítáren“. Prostřednictvím svých důvěrníků se knihovní odbor staral o existující knihovny a čítárny a působil na zakládání knihoven nových, pořádal přednášky a kurzy pro studenty, učitele a funkcionáře, kteří spravovali knihovny. Odbor dále připravil jednotné instrukce pro správu knihoven a vydal za tímto účelem příručku a seznamy knih, které neměly chybět v žádné knihovně.

### Vznik spolku
Rozmach veřejných knihoven, souběžně doprovázený i vznikem a rozvojem vědeckých a administrativních knihoven v novém demokratickém státě si žádal vytvoření samostatného knihovnického spolku. K jeho vzniku došlo 1. června 1919, kdy byl z podnětu Zdeňka Václava Tobolky založen Spolek československých knihovníků a jejich přátel, jehož prvním předsedou byl zvolen dr. Josef Volf.

### Zákon o veřejných knihovnách obecních
Návrh knihovního zákona byl intenzivně připravován už od roku 1906 na půdě knihovního odboru Svazu osvětového a za Rakouska-Uherska bezúspěšně prosazován, avšak byl přijat až po vzniku samostatného Československa. První knihovnický zákon byl schválen Národním shromážděním ČSR jako zákon č. 430 o veřejných knihovnách obecních dne 22. července 1919. Zákon zavedl povinnost zřizovat veřejné knihovny ve všech politických obcích a také povinnost zakládat samostatné menšinové knihovny nebo zvláštní menšinová oddělení v místech, kde žilo obyvatelstvo jiných národů. Podle zákona byly zřizovány knihovní rady jednotlivých knihoven, které měly vliv na jmenování knihovníků a pomocných sil, umístění knihoven, výpůjční řády apod.

### Činnost spolku v letech 1919-1927
Na počátku působil spolek jen v Čechách, postupně se jeho činnost rozšiřovala na Moravu a na Slovensko. Spolupracoval se Spolkem německých knihovníků v Československu, který se ustavil 20. listopadu 1921 v Ústí nad Labem.
V prvních letech svého působení spolek ustavil zvláštní sekci knihovníků vědeckých knihoven, založil Knihovnické muzeum a archiv. Mezi další zásluhy spolku patří zřízení Státní knihovnické školy v Praze, pořádání knihovnických kurzů na venkově a uskutečnění výše uvedeného knihovního zákona.
Počátkem července 1922 spolek uspořádal v Praze první sjezd československých knihovníků. V tomtéž roce se spolku také podařilo zahájit vydávání samostatného časopisu pod názvem Časopis československých knihovníků, který vycházel až do roku 1944. Od roku 1924 vycházela rovněž spolková knihovnická edice Knihovna Časopisu československých knihovníků.
V dalším období byly navázány první mezinárodní styky, a to s francouzskými knihovníky. Zástupci spolku byly pozvání na sjezd francouzských knihovníků, který se konal od 3. do 9. dubna 1923 v Paříži. Tato událost byla široce reflektována jak v československém, tak i ve francouzském knihovnickém tisku.
Spolek v dalších letech pokoušel rozšířit svou působnost na Moravu. V červnu 1923 se uskutečnil v Olomouci druhý sjezd československých knihovníků a o rok později se konal třetí sjezd v Moravské Ostravě. Následoval další sjezd dne 31. května 1925 v Táboře, na němž byla činnost spolku podrobena kritice. Koncem června téhož roku byl proto na valné hromadě spolku zvolen do čela spolku Zdeněk Václav Tobolka. Ve vedení spolku se však začínala projevovat krize a vzrůstající osobní rozpory. Z tohoto důvodu v říjnu 1925 Tobolka na svou funkci předsedy rezignoval, ale následně byl znovuzvolen - bylo nutné soustředit veškeré síly na přípravu Mezinárodního kongresu knihovníků a přátel knihy.
Mezinárodní kongres knihovníků a přátel knihy v roce 1926, jehož uspořádání inicioval jménem Spolku československých knihovníků a jejich přátel právě Zdeněk Václav Tobolka, se zásadním způsobem zasloužil o mezinárodní prestiž československého knihovnictví mezi světovými válkami. Kongres se konal ve dnech 28. června až 3. července 1926 v budově Národního muzea v Praze a účastnilo se jej 686 účastníků, kteří zastupovali 291 institucí. Poprvé se zúčastnili i knihovníci slovanské jazykové oblasti, dokonce zde došlo k pokusu o založení všeslovanské knihovnické organizace. Mezinárodní kongres zároveň významnou měrou přispěl ke vzniku Mezinárodní knihovnické organizace, k němuž došlo v roce 1927 na konferenci v Edinburghu. Konference se zúčastnil Zdeněk Václav Tobolka a byl zvolen za člena tam ustanoveného Mezinárodního knihovnického a bibliografického výboru.

### Období krize spolku a rozštěpení knihovnické obce na přelomu 20. a 30. let
V roce 1927 krize ve vedení spolku vrcholila. Ve vedení Spolku československých knihovníků měli převahu představitelé vědeckých a odborných knihoven nad knihovníky veřejných knihoven. Členové z řad veřejných knihovníků vedení spolku kritizovali, protože se dle jejich názoru dostatečně nezabývalo problémy veřejných knihoven. Z tohoto důvodu se již v lednu 1927 z iniciativy jihlavského knihovníka Antonína Rambouska v Brně ustanovil Spolek veřejných obecních knihovníků. Za jeho předsedu byl zvolen Jiří Mahen, který působil od konce roku 1920 jako vedoucí Městské veřejné knihovny v Brně a za požadavky veřejných knihoven se stavěl po celou dobu svého působení tamtéž. Již na prvním sjezdu Spolku veřejných obecních knihovníků, který se konal 28. srpna 1927 ve Znojmě, přednesl své představy o veřejných knihovnách. Přestože Spolek veřejných obecních knihovníků nechtěl konkurovat Spolku československých knihovníků, byl na jubilejním knihovnickém sjezdu Spolku československých knihovníků v roce 1932 v Českých Budějovicích osočen dr. Josefem Pochem, mj. ředitelem Městské knihovny v Berouně, s tím, že „vznikl z moravského separatismu a jenom z odboje proti Tobolkovi“.
Zatímco Spolek veřejných obecních knihovníků se snažil bojovně prosazovat požadavky veřejných knihovníků a nastolovat problémy veřejných knihoven poznamenaných zejména neustálým snižováním dotací v důsledku světové hospodářské krize, Spolek československých knihovníků se utápěl v řešení vnitřní krize, vzniklé vytvořením dvou proti sobě stojících skupin. Když v průběhu roku 1929 vliv Zdeňka Václava Tobolky ve spolku oslabil, vystoupil z něj se skupinou knihovníků a založil v lednu 1930 Československou knihovědnou společnost, která si kladla za cíl podporovat teoretickou činnost v bibliologii, bibliografii a knihovnictví. V duchu svých stanov se nepovažovala za organizaci stavovskou, a proto se nepodílela na řešení aktuálních otázek československého knihovnictví.
Roztříštěnost spolkové knihovnické činnosti byla umocněna, když 20. června 1932 vzniklo ještě Sdružení venkovských knihovníků při Svobodném učení selském.

### Ústřední spolek československých knihovníků
Knihovnická obec si byla vědoma škodlivosti své roztříštěnosti a v dalších letech vytvářela předpoklady pro sloučení Spolku československých knihovníků a jejich přátel se Spolkem veřejných obecních knihovníků. K vlastnímu sloučení došlo 16. června 1935 v Masarykově lidovýchovném ústavu v Praze, kde se uskutečnila ustavující schůze nově vzniklého Ústředního spolku československých knihovníků. 